# Unidade Local de Saúde do Arco Ribeirinho
A Unidade Local de Saúde do Arco Ribeirinho (ULSAR)é uma unidade local de saúde do Serviço Nacional de Saúde que presta cuidados de saúde primários, hospitalares e continuados na Margem Sul do Tejo. Serve uma população de mais de 230 000 utentes nos municípios do Barreiro, Moita, Montijo e Alcochete. A nível hospitalar, integra o Hospital de Nossa Senhora do Rosário, no Barreiro, e o Hospital do Montijo. A nível de cuidados de saúde primários dispõe de 10 centros de saúde que integram 10 Unidades de Saúde familiar, 7 Unidades de Cuidados de Saúde Personalizados, 4 Unidades de Cuidados na Comundiade, 1 Unidade de Saúde Pública e 1 Centro de Diagnóstico Pneumológico. A ULSAR foi criada em 1 de janeiro de 2024, pela fusão do Centro Hospitalar Barreiro Montijo e do Agrupamento de Centros de Saúde do Arco Ribeirinho.